# 최성환 (기업인)
최성환(崔星煥, 1981년~)은 대한민국의 기업인이자, SK네트웍스의 사업총괄 사장 및 사내이사이다.

## 학력
- 2006년 푸단대학교 중국어학 학사 취득[1].
- 2013년 런던비즈니스스쿨 MBA 석사 취득[2].

## 경력
- 2009년 SKC 전략기획팀 입사, 전략·투자 업무 수행[3].
- 2013년 SK㈜ 글로벌사업개발실장, 이후 SK네트웍스 전략기획실장 및 사업총괄 책임 담당[4].
- 2022년 말부터 SK네트웍스 사업총괄 사장(COO) 및 사내이사로 재직 중[5]。

## 주요 활동 및 경영
- SK렌터카 매각, SK매직·스피드메이트 물적분할을 통해 사업구조 개편 추진, 부채비율을 323%에서 174%로 개선[6].
- ‘AI 중심 사업형 투자회사’ 전략을 발표하고 약 400억 원 규모의 AI 스타트업 및 벤처펀드 투자 집행[7].
- CES 2025 참가, 리시 수낙 전 영국 총리와 면담하여 글로벌 AI 협력 강화[8][9].
- AI 기반 웰니스 로봇 ‘나무엑스’ 출시 지원 등 AI·로보틱스 스타트업 협업 추진[10]。

## 지분 및 지배구조
- SK 창업주 최종건의 손자, 최신원 회장의 장남으로 SK그룹 오너 3세 경영인[11].
- 2023년 말 기준 SK네트웍스 지분 약 3.1% 보유, 개인 최대주주로 등극[12]。